# ФК Пењарол
Спортски клуб Пењарол (шп. Club Atlético Peñarol) је уругвајски спортски клуб из Монтевидеа, најпознатији по свом фудбалском клубу. 
Клуб је основан 28. септембра 1891. под именом „Крикет клуб централне уругвајске железнице“ од стране британских железничара. Име „Пењарол“ изведено је из имена италијанског града Пинероло, које је носила једна радничка четврт Монтевидеа. Године 1913. настао је фудбалски клуб са садашњим именом, али се по неким статистикама (укључујући ФИФА) сматра да је он наследник Крикет клуба. Пењарол је у ствари заузео место упражњено иступањем Крикет клуба из такмичења фудбалске асоцијације Уругваја. 
Своје домаће утакмице од 2016. игра на стадиону Кампеон дел Сигло, који је у власништву клуба и има капацитет 40 хиљада гледалаца. Пре изградње новог стадиона домаће утакмице је играо на стадиону Сентенарио. Од оснивања боје клуба су жута и црна, боје које су карактеристичне за железничарске ознаке. Највећи ривал „Пењарола“ је Насионал из Монтевидеа. 
Пењарол је освојио првенство Уругваја 51 пута (11 пута у аматерској ери). Копа либертадорес освојио је 5 пута, Интерконтинентални куп освојио је 3 пута. Рангиран је као осми у листи ФИФА најбољих клубова 20. века.
Поред фудбала, клуб „Пењарол“ се тренутно такмичи у рагби јуниону, футсалу, женском фудбалу и атлетици. Раније се клуб такмичио у кошарци, бициклизму и мотоциклизму. Још осамдесетак мањих спортских клубова из Уругваја, Аргентине и Бразила носи ово име. 

## Трофеји

### Национални
- Прва лига Уругваја (52): 1900, 1901, 1905, 1907, 1911, 1918, 1921, 1928, 1929, 1932, 1935, 1936, 1937, 1938, 1944, 1945, 1949, 1951, 1953, 1954, 1958, 1959, 1960, 1961, 1962, 1964, 1965, 1967, 1968, 1973, 1974, 1975, 1978, 1979, 1981, 1982, 1985, 1986, 1993, 1994, 1995, 1996, 1997, 1999, 2003, 2009/10, 2012/13, 2015/16, 2017, 2018, 2021, 2024.
- Суперкуп Уругваја (2): 2018, 2022.

### Међународни
- Копа либертадорес (5): 1960, 1961, 1966, 1982, 1987.
- Интерконтинентални куп (3): 1961, 1966, 1982.